# 悪地の戦い

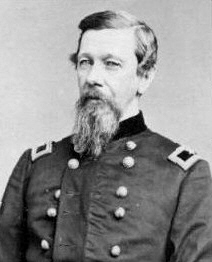
アルフレッド・サリー准将

悪地の戦い（あくちのたたかい、英: Battle of the Badlands）は、1864年8月7日から9日に、アメリカ陸軍アルフレッド・サリー准将がダコタ準州で、ラコタ族、ヤンクトナイ族、ダコタ・スー族インディアンに対する遠征を行った間に起きた戦闘である。現在のノースダコタ州メドラ市とセンティネルビュート市の間で起きた。1862年のダコタ戦争で始まった紛争の延長だった。サリーの部隊は悪地を通って進軍し、スー族から大した抵抗も受けなかった。

## 背景
1862年のダコタ戦争の後、アメリカ合衆国政府はスー族の戦争に参加しなかった者達も含め懲罰を与え続けた。1863年、ダコタ準州に向けて行われた大掛かりな軍事遠征によって、スー族の大半をミズーリ川の西岸に追い出したので、ミネソタ州やダコタの東部は白人開拓者にとって安全な地帯となった。スー族に対する更なる軍事行動を行う重要な動機として、近年モンタナやアイダホで発見されたばかりの金鉱源との通信線を守りたいという願望があった。アメリカ人金採鉱者のライフラインは、スー族領土の中心部を通るミズーリ川を行き来する蒸気船だった。
1863年から1864年にかけての冬、サリーの上官であるジョン・ポープ少将がサリーに、ミズーリ川沿いと両ダコタの東部に幾つか砦を構築し、金鉱源への通信ルートを確保し、ミズーリ川東岸の開拓者に対するスー族の脅威を取り去るよう命令した。サリーの軍隊は平原インディアンに対して起こされた遠征の中でも最大のものであり、4,000名以上の兵士で構成され、その多くはミズーリ川やイエローストーン川に沿って支援し補給を行う役割があった。
サリーは1864年7月7日には現在のノースダコタ州のミズーリ川沿いにライス砦を基地として構築した。そこからは、2,200名を率いてダコタ準州西部に入った。7月28日に起きたキルディア山の戦いでは、約1,600名のスー族戦士集団を破った。この戦闘の後、スー族はその女性や子供を連れてキルディア山の西にある悪地に散開した。そこは現在セオドア・ルーズベルト国立公園の南部が入っている場所の近くである。ダコタの悪地は「深く通り抜けがたい谷」と「高く岩がちな丘」が特徴である。
サリーは食料に不足するようになっていたが、スー族の追跡を継続すると判断した。ブラックフット族の偵察が、サリーの輜重隊でも通り抜けられる悪地を通る道を知っていると言っていた。サリーとその部隊は休息後に、前方に広がる見知らぬ土地に踏み込むことになった。その目標は悪地を抜けてスー族の追跡を続けることであり、また北に行軍してイエローストーン川に達すれば、食料を満載した2隻の蒸気船が待っているので、補給を行うことだった。サリー隊はハート川を上流に向かい、8月5日に悪地に入った。「限りないように見えた平原に沿って1分間回り込むと、次の兵士と馬は狭い峡谷と邪悪な斜面の迷路に迷うことになった」サリー隊と共に金採鉱者とその妻や子供たちの荷馬車隊が同行していた。

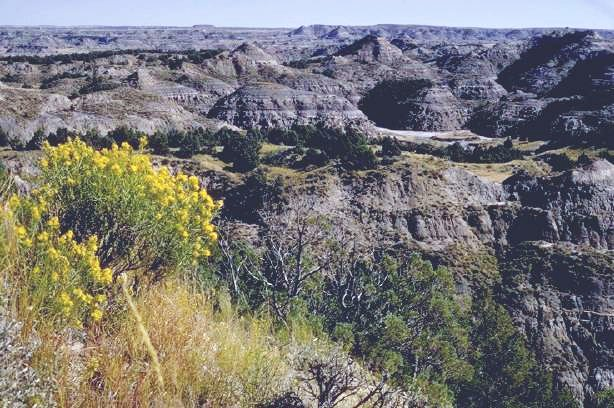
悪地の景観、サリー隊がこの難しい地形を通ってスー族の追跡を続けた。現在はセオドア・ルーズベルト国立公園の近くにある

ラコタ族の指導者シッティング・ブルは、悪地の戦いに参加したインディアンをハンクパパ族、サンサルク族、ミニコンジュー・ラコタ族、ヤンクトナイ族などと記していた。

## 戦闘
8月6日、サリー隊はリトルミズーリ川の岸で宿営した。翌朝、スー族の小集団がアイオワ第7騎兵隊の馬群を襲い、連隊の1個中隊を待ち伏せすることで敵意を露わにした。数百人のスー族戦士がサリー隊宿営地に近い丘の上に現れた。大砲の砲弾数発で彼らを追い払ったが、兵士達は神経質な夜を過ごすことになった。翌朝、サリーとその部隊は悪地を抜けて進撃を続けた。サリーは防御について最大の注意を払ったが、サリーの推計では1,000名にも及ぶ大勢のインディアン戦士が、前面や側面の崖や丘に現れた。インディアンは矢をサリー隊に降り注がせ、サリー隊に重大な危害を与えるべく、近くまで忍び寄ろうとし、岩がちな地形に3マイル (5 km) も4マイル (6 km) も並んでいることがあった。サリーは大砲で応じさせ、また幾らかの騎兵にも反撃させた。スー族による襲撃は決断的なものよりも散発的なものだった。この日の終わり近く、サリーのブラックフット族斥候が負傷した。
8月8日、スー族に拠る抵抗があったにも拘わらず、サリー隊は約10マイル (16 km) 前進した。翌日、その前面に大勢のインディアンが嫌がらせをしようと待ち受けているのに出くわした。正午頃、サリー隊は悪地を抜け出して、大きく平坦な平原に出てきた。砲兵隊を動かし大砲を据える空間があったので、間もなくインディアンを追い払い、戦闘は終わった。サリーは大きくて、放棄されたばかりのインディアン宿営地の後を発見した。インディアン達は明らかにあらゆる方向に逃亡していた。
サリーはこの戦闘でのインディアンの損失を100名と推計した。インディアンは常に遠距離から監視していたので、これは過剰に評価した者である。サリー隊の損失はブラックフット族のスカウトと、1ダースほどの兵士が負傷したに留まった。

## 戦闘の後
悪地の戦いでのスー族の戦術は、戦闘というよりも走りながらの小競り合いであり、アメリカ軍兵士に嫌がらせを行い、その進行を遅らせ、兵士や馬から水を奪うことだった。この戦術は、サリー隊が乾燥した荒野を抜けて50マイル (80 km) ほど離れたイエローストーン川に到着して、敵対感が無くなった後で働き始めた。兵士は食料が不足し、コーヒーは1人1パイントしかなく、毎日アルカリ水で過ごしていた。遠征に連れて行った家畜は渇きのために大量に死んだ。8月12日、部隊はイエローストーン川に到着し、そこで物資を積載した2隻の蒸気船を発見した。馬のために飼料の草も水も無いという難しい状況にあったので、サリー隊はその後下流に動き、イエローストーン川とミズーリ川の合流点に造ったユニオン砦に到着したときに、スー族が押し寄せて砦に属する馬を2頭を残して全て盗んでいっていたことを発見した。馬に不足し、兵士達は疲れ切っていたので、サリーはスー族に対する遠征を続けるという作戦を止めることにした。
1864年のサリーの遠征は敵対的なスー族の大半をミズーリ川より西に追い出し、パウダー川カントリーやブラックヒルズの強固な地に押し込めることになった。アメリカ陸軍は1865年に再度、パウダー川遠征と呼ぶ大掛かりな軍隊を派遣したが、これにはインディアンの方が抵抗できた。